# Референдум о членстве Великобритании в Европейском союзе (1975)
Референдум о членстве Великобритании в Европейском союзе, также известный как Референдум о Европейском союзе и Референдум об общем рынке — всенародный референдум, состоявшийся 5 июня 1975 года в Великобритании. Референдум был проведён для того, чтобы узнать мнение населения относительно постоянного членства страны в Европейских сообществах (ЕС) — часто известных в то время как «Европейское сообщество» и «Общий рынок» — в которые она вступила 1 января 1973 года при правительстве консерватора Эдварда Хита. Манифест лейбористов на всеобщих выборах октябре 1974 года обещал, что люди будут сами решать, оставаться ли в ЕС
Это был первый референдум, который когда-либо проводился на всей территории Соединённого Королевства, и он оставался единственным общебританским референдумом до 2011 года.

### Кампания «Да»
Кампания «Да» была официально поддержана Уилсоном  и большинством его кабинета, включая руководителей трех других Великих государственных учреждений: Дениса Хили, канцлера казначейства; Джеймса Каллагана, министра иностранных дел; и Роя Дженкинса, министра внутренних дел. Это решение было также поддержано большинством членов Консервативной партии, включая её новоизбранного лидера Маргарет Тэтчер — 249 из 275 членов парламента поддержали пребывание в ЕС в ходе свободного голосования в апреле 1975 года — Либеральная партия, Социал-демократическая и лейбористская партия, Партия Альянса Северной Ирландии и Авангардистская прогрессивная партия Юнионистов тоже поддержали членство Великобритании в организациях Европы.

### Кампания «Нет»
Влиятельный консерватор Эдвард дю Канн сказал, что «лейбористская партия безнадежно и бесповоротно расколота и запуталась в этом вопросе». Кампания «Нет» включала левое крыло Лейбористской партии, в том числе министров кабинета министров Майкла Фута, Тони Бенна, Питера Шора, Эрика Варли и Барбары Касл, которые во время кампании сказали: «Они заманили нас в Общий рынок с миражом о рыночном чуде». Некоторые сторонники лейбористского «Нет», включая Варли, были с правого фланга партии, но большинство были с левого крыла партии. Также в кампании Нет — участвовали заднескамеечники. «Многие консерваторы считают, что европейское сообщество не очень хорошо для Британии. Консервативная партия тоже разделена», — добавил дю Канн — глава Комитета консерваторов 1922 года  хотя у консерваторов в 1975 году было гораздо меньше евроскептиков, чем было бы во время последующих дебатов по Европе, таких как присоединение к Маастрихтскому договору. Большинство членов Юнистерской партии Ольстера высказались за «Нет» на референдуме, в первую очередь бывший министр консерваторов Енох Пауэлл, который после Бенна был вторым по значимости евроскептиком в кампании. Другие партии, поддерживающие кампанию «Нет», включали в себя Демократическую юнионистскую партию, Шотландскую национальную партию, Плед Сайму и партии за пределами парламента, включая Национальный фронт и Коммунистическую партию Великобритании.

### Официальные партийные позиции
| За голос «Да» | Нет официальной партийной позиции | За голосование «Нет» |
| --- | --------------------------------- | --- |
| - Консервативная партия - Либеральная партия - Социал-демократическая и рабочая партия - Партия Альянса - Авангардная Юнионистская Прогрессивная Партия | - Лейбористская партия            | - Шотландская национальная партия - Партия Уэльса - Ольстерская юнионистская партия - Национальный фронт - Коммунистическая партия Великобритании - Демократическая юнионистская партия |

| Страны Великобритании | Избирателей | Явка (%) | да       | да     | нет     | нет    |
| Страны Великобритании | Избирателей | Явка (%) | Голосов  | %      | Голосов | %      |
| --------------------- | ----------- | -------- | -------- | ------ | ------- | ------ |
| Англия                | 33356208    | 64,6 %   | 14918009 | 68,7 % | 6812052 | 31,3 % |
| Уэльс                 | 2011136     | 66,7 %   | 869135   | 64,8 % | 472071  | 35,2 % |
| Шотландия             | 3688799     | 61,7 %   | 1332186  | 58,4 % | 948039  | 41,6 % |
| Северная Ирландия     | 1030534     | 47,4 %   | 259251   | 52,1 % | 237911  | 47,9 % |